# Ta'Dmejrek

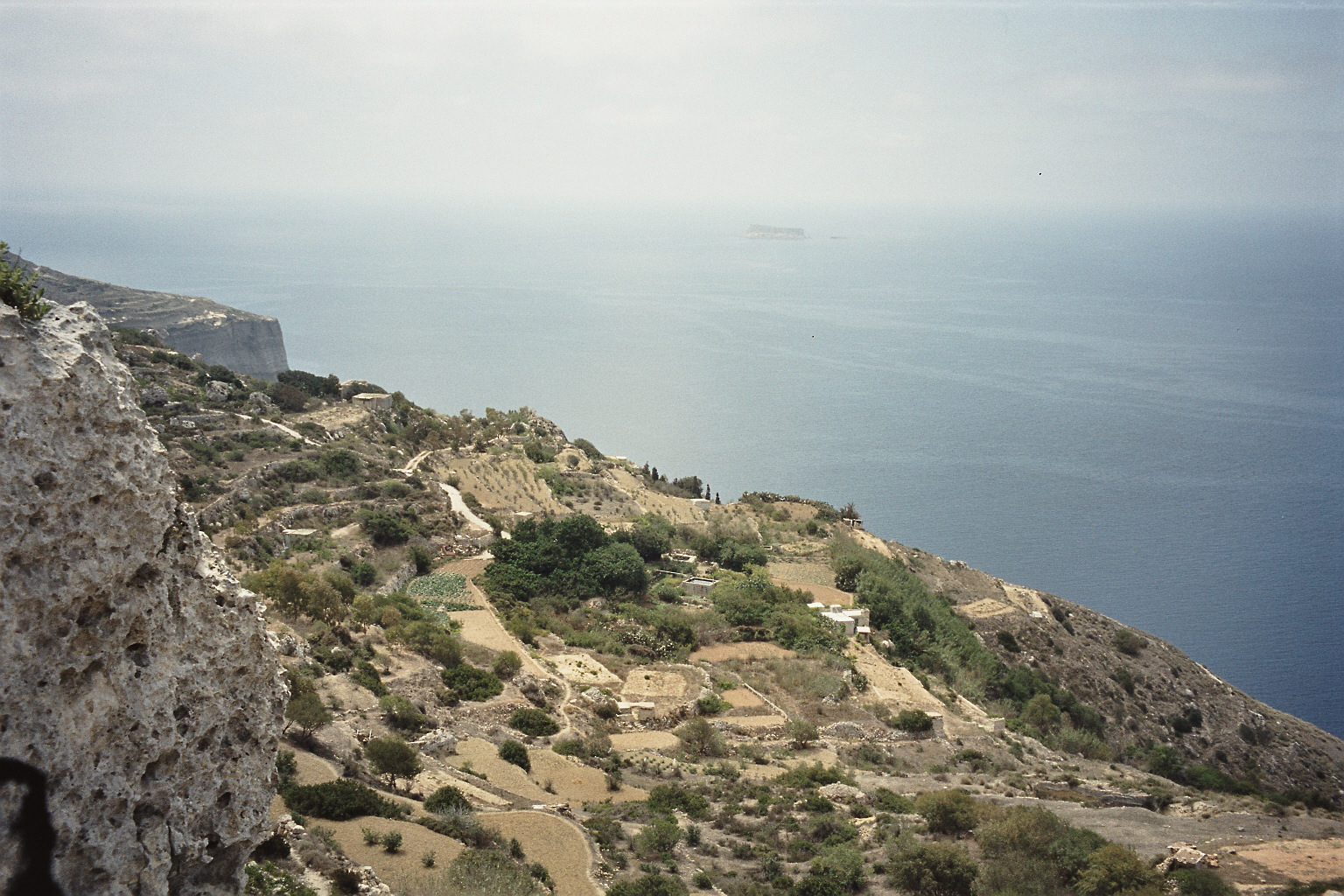
Vy över Medelhavet från klipporna

Ta'Dmejrek är Maltas högsta punkt på 253 meter över havet. Punkten ligger på Dingliklipporna på huvudön Malta, nära orten Ħad-Dingli.